# 绵参属
綿蔘屬（学名：Eriophyton）是唇形科下的一个属。該屬有12個物種，均為多年生草本植物，分佈於中亞、尼泊尔、锡金及中国西部。

## 形態
多年生矮小草本。葉菱形或近圓形，全緣或具圓齒，具短柄或近無柄，被毛。輪傘花序少花；花萼鐘形，被綿毛，萼齒5；花冠紫色至粉紅色，冠簷二唇形，上唇盔狀，下唇開展，3裂；雄蕊4，前對較長；花藥2室，室極叉開。

## 下属物种

### 現有物種
- 異葉元寶草 Eriophyton anomalum (Juz.) Lazkov & Sennikov, 2015 分佈于新疆、吉爾吉斯斯坦、塔吉克斯坦
- Eriophyton lamiiflorum (Rupr.) Bräuchler, 2013 分佈于新疆、哈薩克斯坦、吉爾吉斯斯坦
- Eriophyton maleolens (Rech.f.) Salmaki, 2013 分佈于阿富汗– Afghanistan
- Eriophyton marrubioides (Regel) Ryding, 2013 分佈于新疆和哈薩克斯坦東部
- 尼泊爾綿蔘 Eriophyton nepalense (Hedge) Ryding, 2011 分佈于尼泊爾中部及東部
- Eriophyton oblongatum (Schrenk) Bendiksby, 2013 分佈于新疆、阿富汗、中亞
- 菱葉元寶草 Eriophyton rhomboideum (Benth.) Ryding, 2011 分佈于西藏、新疆、吉爾吉斯斯坦、塔吉克斯坦、阿富汗、巴基斯坦、印度北部喜馬拉雅山脈
- Eriophyton staintonii (Hedge) Ryding, 2011 分佈于尼泊爾
- 孫航綿蔘 Eriophyton sunhangii Bo Xu, Zhi M.Li & Boufford, 2009 分佈于西藏
- 藏西綿蔘 Eriophyton tibeticum (Vatke) Ryding, 2013 分佈于西藏西部、喜馬拉雅山脈西部、巴基斯坦
- Eriophyton tuberosum (Hedge) Ryding, 2011 分佈于西藏、尼泊爾中部及西部
- 綿蔘 Eriophyton wallichii Benth., 1829 分佈于西藏、青海、四川、雲南、尼泊爾、不丹。

### 分類調整
原菱葉元寶草屬Alajja合併至本屬。

E. lamiiflorum、E. maleolens、E. marrubioides、E. oblongatum自假水蘇屬Stachyopsis遷至本屬。

E. nepalense、E. staintonii、E. tuberosum自野芝麻屬Lamium遷至本屬。

E. tibeticum原為藏水蘇屬Menitskia唯一物種，現合併至本屬。